# Varjînka, Jmerînka
Varjînka (în ucraineană Варжинка) este un sat în comuna Telelînți din raionul Jmerînka, regiunea Vinnița, Ucraina.

## Demografie
Componența lingvistică a localității Varjînka
     Ucraineană (100%)
Conform recensământului din 2001, toată populația localității Varjînka era vorbitoare de ucraineană (100%).